# European Professional Club Rugby
Rugby de Clubes Profesionales Europeos o European Professional Club Rugby (EPCR), creado en abril de 2014 es el organismo director y organizador de dos competiciones europeas de rugby a nivel de clubes: la Copa de Campeones Europea de Rugby y la Copa Desafío Europeo de Rugby.
Anteriormente se llamaba European Rugby Cup, pero después fue sustituida.
La organización se estableció en 2014 en Neuchâtel, Suiza, y ahora tiene su sede en Lausana. Suiza fue elegida para no tener sede en ninguno de los seis países participantes.
Los socios de la EPCR son las seis federaciones de rugby del Torneo de las Seis Naciones (Escocia, Francia, Gales, Inglaterra, Irlanda e Italia) y los tres representantes de la Premier Rugby Limited, del Pro 12 Rugby y del Top 14.
EPCR tiene nueve accionistas principales: los seis sindicatos de nivel 1 cuyos equipos nacionales juegan en el Campeonato del Seis Naciones y los tres organismos de clubes que representan a los equipos ingleses, franceses y galeses en sus respectivas ligas.
Las primeras ediciones empezaron en 2014-2015.

## Historia
Antes de 2014, las competiciones paneuropeas de clubes, la Heineken Cup y la European Challenge Cup, eran organizadas y dirigidas por European Rugby Cup Ltd. (ERC). fue creado en 1995, siguiendo el advenimiento del profesionalismo, por el entonces Comité de las Cinco Naciones.
En 2012, Premiership Rugby y LNR, en nombre de los clubes ingleses y franceses respectivamente, notificaron a ERC que se retirarían del acuerdo que rige la competencia, al no estar satisfechos con la organización de la competencia y la distribución de fondos. Premiership Rugby posteriormente se negó a unirse a cualquier nuevo acuerdo en el que ERC siguiera siendo organizador de torneos europeos de rugby.
El 10 de abril de 2014 se anunció que los nueve accionistas interesados en continuar con las principales competiciones de clubes europeos habían llegado a un acuerdo para nuevas competiciones. Según el nuevo acuerdo, ERC se liquidó y se crearía un nuevo organismo, European Professional Club Rugby (EPCR), para organizar tres nuevas competiciones, la Copa de Campeones Europeos de Rugby, la European Rugby Challenge Cup y la Competición de Clasificación de tercer nivel. a partir de la temporada 2014-15. 
Poco después del establecimiento de EPCR, se anunció que el funcionamiento del torneo inaugural 2014-15 se manejaría junto con ERC, la organización a la que debía reemplazar, para facilitar una transición sin problemas. Esto fue a pesar de que el presidente de Premiership Rugby, Quentin Smith, describió a este último como "ya no apto para su propósito". Esto fue descrito como "una especie de cambio radical" por The Daily Telegraph . 
Desde la temporada 2015-16, el personal de EPCR ha estado organizando las competiciones desde su base en Neuchatel. En 2017, la competencia de clasificación se reconstituyó como una tercera competencia de pleno derecho, el Escudo Continental Europeo de Rugby.

## Gobernanza EPCR

### Junta Directiva
EPCR es administrado a través de una Junta Directiva de 12 personas, que representa a todos los accionistas, e incluye un presidente independiente. Los nueve accionistas, por país, se enumeran a continuación: 
- Inglaterra - Rugby Football Union, Premiership Rugby Limited
- Francia - Federación Francesa de Rugby, Ligue Nationale de Rugby
- Irlanda - Unión de Rugby Fútbol de Irlanda
- Italia - Federación Italiana de Rugby
- Escocia - Unión Escocesa de Rugby
- Gales - Unión Galesa de Rugby, Rugby Regional de Gales

El presidente independiente de EPCR es el exjugador de rugby de Inglaterra Simon Halliday, cuyo nombramiento se anunció el 29 de abril de 2015. 

### Comité ejecutivo
También hay un comité ejecutivo, a cargo de los asuntos comerciales relacionados con los torneos y la preparación de las reuniones de la Junta. Este comité incluye al presidente independiente, el director general y tres representantes con derecho a voto, uno en representación de cada una de las principales ligas nacionales europeas, Top 14, English Premiership y Pro14. La representación de clubes ingleses y franceses en el comité ejecutivo de tres personas representa un aumento en el poder de voto de estas dos ligas en comparación con la Copa Europea de Rugby anterior. 
Los tres miembros votantes del ejecutivo son: 
- Premiership de Inglaterra: Marc McCafferty
- Pro14 : Paul Mc Naughton
- Top 14 : Yann Roubert

Jacques Pineau se convirtió en el director general interino de EPCR cuando comenzó el torneo y fue responsable de las operaciones diarias de EPCR. El 29 de abril de 2015, se anunció que el ciudadano suizo Vincent Gaillard había sido nombrado director general y trabajaría con Pineau hasta el 1 de julio de 2015, cuando asumiría oficialmente el cargo.

## Ingresos
Los ingresos generados por los torneos EPCR se dividirán en tres partes iguales: un tercio para los clubes ingleses, un tercio para los clubes franceses y un tercio para los clubes Pro12, pero con una distribución mínima garantizada para los clubes Pro12 durante los primeros cinco años. Bajo la Copa Europea de Rugby anterior, los clubes irlandeses, galeses, escoceses e italianos habían recibido el 52% de los ingresos, mientras que los clubes ingleses y franceses recibieron el 48%. 

## Jugador Europeo del Año
El European Player Award fue presentado por ERC en 2010, como parte de sus premios ERC15, creados para reconocer a los destacados contribuyentes de los primeros 15 años del rugby europeo. El primer ganador del premio, considerado el mejor jugador de los 15 años anteriores, fue Ronan O'Gara de Munster Rugby. Después del premio, y comenzando con la temporada 2010-11 de la Copa Heineken, ERC comenzó a presentar anualmente un Premio al Jugador del Año.
Después de que EPCR se hiciera cargo de las competencias europeas, continuaron con el premio, y el primer premio EPCR al Jugador Europeo del Año se entregará después de la temporada 2014-15 de la Copa de Campeones de Rugby Europea.
El jugador más reciente en recibir el galardón fue Alex Goode en 2019.
Desde 2017, el Jugador del Año ha sido galardonado con el Trofeo Anthony Foley Memorial, encargado en homenaje a Anthony Foley, el exentrenador en jefe de Munster. 

### ERC Jugador Europeo del Año (2010 - 2014)
- 2010 : Ronan O'Gara (Munster Rugby) (Otorgado por las 15 temporadas anteriores)
- 2011 : Seán O'Brien (Leinster Rugby)
- 2012 : Rob Kearney (Leinster Rugby)
- 2013 : Jonny Wilkinson (Tolón)
- 2014 : Steffon Armitage (Tolón)

### EPCR Jugador Europeo del Año (2015)
- 2015 : Nick Abendanon (Clermont)
- 2016 : Maro Itoje (sarracenos)
- 2017 : Owen Farrell (sarracenos)
- 2018 : Leone Nakarawa (Carreras 92)
- 2019 : Alex Goode (sarracenos)
- 2020 : Sam Simmonds (Jefes de Exeter)
- 2021 : Antoine Dupont (Toulouse)

## Premios EPCR Elite
Los Premios Elite fueron creados por ERC, para celebrar la temporada del 10.º aniversario de la Copa Heineken. Presentado para reconocer a los equipos y jugadores más destacados de las competiciones, EPCR ha mantenido y continuado desde entonces los premios, actualizándolos para incluir apariciones tanto en la Copa Heineken como en la Copa Europea de Campeones de Rugby.

### Tabla de equipos con 50 o más apariciones en la Copa de Europa
| Equipo | Apariciones (Copa Heineken) | Apariciones (Copa de Campeones) | Total de Apariciones |
| --- | --------------------------- | ------------------------------- | -------------------- |
| Munster | 138                         | 20                              | 158                  |
| Toulouse | 138                         | 19                              | 157                  |
| Leinster | 128                         | 22                              | 150                  |
| Leicester Tigers | 124                         | 20                              | 144                  |
| Scarlets | 117                         | 18                              | 135                  |
| Ulster | 117                         | 18                              | 135                  |
| Cardiff Blues | 114                         | 0                               | 114                  |
| Glasgow Warriors | 91                          | 19                              | 110                  |
| Benetton | 96                          | 12                              | 108                  |
| Edinburgh | 103                         | 0                               | 103                  |
| Northampton Saints | 83                          | 20                              | 103                  |
| Montferrand/Clermont Auvergne | 76                          | 24                              | 100                  |
| Wasps | 78                          | 22                              | 100                  |
| Biarritz Olympique | 92                          | 0                               | 92                   |
| Stade Français | 79                          | 7                               | 86                   |
| Bath | 72                          | 13                              | 85                   |
| Saracens | 56                          | 26                              | 82                   |
| Ospreys | 69                          | 12                              | 81                   |
| USA Perpignan | 81                          | 0                               | 81                   |
| Castres Olympique | 64                          | 12                              | 76                   |
| Harlequins | 68                          | 6                               | 74                   |
| Gloucester | 64                          | 0                               | 64                   |
| Sale Sharks | 43                          | 12                              | 55                   |
| 1. ^ Incluye 48 apariciones como Llanelli RFC antes de la introducción de equipos regionales en Gales * 2. ^ Incluye 44 apariciones como Cardiff RFC antes de la introducción de equipos regionales en Gales *Actualizado el 19 de mayo de 2017 |                             |                                 |                      |

### Tabla de jugadores con 100 o más partidos en la Copa de Europa
| Jugador                           | Club(s)                              | Apariciones (Heineken Cup) | Apariciones (Copa de Campeones) | Total de Apariciones |
| --------------------------------- | ------------------------------------ | -------------------------- | ------------------------------- | -------------------- |
| Ronan O'Gara                      | Munster                              | 110                        | 0                               | 110                  |
| Gordon D'Arcy                     | Leinster                             | 98                         | 6                               | 104                  |
| John Hayes                        | Munster                              | 101                        | 0                               | 101                  |
| Peter Stringer                    | Munster, Saracens, Bath, Sale Sharks | 94                         | 7                               | 101                  |
| Actualizado el 19 de mayo de 2017 |                                      |                            |                                 |                      |

### Tabla de jugadores con 50 o más partidos con la Copa de Europa
Los EPCR Elite Awards reconocen a cualquier jugador que haya ganado 50 o más partidos con la Copa de Europa. Dada la longitud de esta lista, se incluye una versión abreviada que reconoce a los jugadores con más de 65 partidos internacionales.
| Jugador                                   | Club(s)                                                                                            | Apariciones (Heineken Cup) | Apariciones (Champions Cup) | Total de Apariciones |
| ----------------------------------------- | -------------------------------------------------------------------------------------------------- | -------------------------- | --------------------------- | -------------------- |
| Ronan O'Gara                              | Munster                                                                                            | 110                        | 0                           | 110                  |
| Gordon D'Arcy                             | Leinster                                                                                           | 98                         | 6                           | 104                  |
| John Hayes                                | Munster                                                                                            | 101                        | 0                           | 101                  |
| Peter Stringer                            | Munster, Saracens, Bath, Sale Sharks                                                               | 94                         | 7                           | 101                  |
| Donncha O'Callaghan                       | Munster                                                                                            | 96                         | 1                           | 97                   |
| Clément Poitrenaud                        | Toulouse                                                                                           | 87                         | 9                           | 96                   |
| Leo Cullen                                | Leinster, Leicester Tigers, Leinster (2nd stint)                                                   | 92                         | 0                           | 92                   |
| Nathan Hines                              | Edinburgh, Perpignan, Leinster, Clermont Auvergne, Sale Sharks                                     | 85                         | 2                           | 87                   |
| Shane Horgan                              | Leinster                                                                                           | 87                         | 0                           | 87                   |
| Brian O'Driscoll                          | Leinster                                                                                           | 87                         | 0                           | 87                   |
| Anthony Foley                             | Munster                                                                                            | 86                         | 0                           | 86                   |
| David Wallace                             | Munster                                                                                            | 86                         | 0                           | 86                   |
| Jamie Heaslip                             | Leinster                                                                                           | 66                         | 19                          | 85                   |
| Jean Bouilhou                             | Toulouse                                                                                           | 84                         | 0                           | 84                   |
| Marcus Horan                              | Munster                                                                                            | 84                         | 0                           | 84                   |
| Stephen Jones                             | Llanelli, Scarlets, Clermont Auvergne, Scarlets (2nd stint)                                        | 84                         | 0                           | 84                   |
| Benjamin Kayser                           | Stade Français, Leicester Tigers, Stade Français (2nd stint), Castres Olympique, Clermont Auvergne | 60                         | 23                          | 83                   |
| Vincent Clerc                             | Toulouse                                                                                           | 73                         | 9                           | 82                   |
| Paul O'Connell                            | Munster                                                                                            | 76                         | 6                           | 82                   |
| Florian Fritz                             | Bourgoin, Toulouse                                                                                 | 70                         | 11                          | 81                   |
| Fabien Pelous                             | Dax, Toulouse                                                                                      | 81                         | 0                           | 81                   |
| Jean-Baptiste Poux                        | Toulouse                                                                                           | 74                         | 7                           | 81                   |
| Martyn Williams                           | Pontypridd, Cardiff, Cardiff Blues                                                                 | 81                         | 0                           | 81                   |
| Yannick Jauzion                           | Colomiers, Toulouse                                                                                | 79                         | 0                           | 79                   |
| Eoin Reddan                               | Munster, London Wasps, Leinster                                                                    | 66                         | 13                          | 79                   |
| Thierry Dusautoir                         | Biarritz, Toulouse                                                                                 | 61                         | 17                          | 78                   |
| Grégory Lamboley                          | Toulouse                                                                                           | 67                         | 11                          | 78                   |
| Alan Quinlan                              | Munster                                                                                            | 78                         | 0                           | 78                   |
| Martin Castrogiovanni                     | Calvisano, Leicester Tigers, Toulon                                                                | 71                         | 5                           | 76                   |
| Sylvain Marconnet                         | Stade Français, Biarritz                                                                           | 76                         | 0                           | 76                   |
| Julien Peyrelongue                        | Biarritz                                                                                           | 75                         | 0                           | 75                   |
| Ian Gough                                 | Pontypridd, Newport, Newport Gwent Dragons, Ospreys                                                | 74                         | 0                           | 74                   |
| Geordan Murphy                            | Leicester Tigers                                                                                   | 74                         | 0                           | 74                   |
| Malcolm O'Kelly                           | Leinster                                                                                           | 74                         | 0                           | 74                   |
| William Servat                            | Toulouse                                                                                           | 74                         | 74                          | 74                   |
| Richard Wigglesworth                      | Sale Sharks, Saracens                                                                              | 48                         | 25                          | 73                   |
| Julien Bonnaire                           | Bourgoin, Clermont Auvergne                                                                        | 64                         | 8                           | 72                   |
| Allan Jacobsen                            | Edinburgh                                                                                          | 72                         | 0                           | 72                   |
| Cédric Heymans                            | Brive, Toulouse                                                                                    | 71                         | 0                           | 71                   |
| Shane Jennings                            | Leinster, Leicester Tigers, Leinster (2nd stint)                                                   | 71                         | 0                           | 71                   |
| Jérôme Thion                              | Montferrand, Perpignan, Biarritz                                                                   | 71                         | 0                           | 71                   |
| Roger Wilson                              | Ulster, Northampton Saints, Ulster (2nd stint)                                                     | 57                         | 14                          | 71                   |
| Vernon Cooper                             | Llanelli, Scarlets                                                                                 | 70                         | 0                           | 70                   |
| Simon Shaw                                | London Wasps                                                                                       | 70                         | 0                           | 70                   |
| Martin Corry                              | Leicester Tigers                                                                                   | 69                         | 0                           | 69                   |
| Nicolas Mas                               | Perpignan                                                                                          | 67                         | 2                           | 69                   |
| Romain Millo-Chluski                      | Toulouse                                                                                           | 64                         | 5                           | 69                   |
| Yannick Nyanga                            | Béziers, Toulouse                                                                                  | 55                         | 14                          | 69                   |
| Andrew Trimble                            | Ulster                                                                                             | 60                         | 9                           | 69                   |
| Louis Deacon                              | Leicester Tigers                                                                                   | 68                         | 0                           | 68                   |
| Girvan Dempsey                            | Leinster                                                                                           | 68                         | 0                           | 68                   |
| Duncan Jones                              | Neath, Ospreys                                                                                     | 66                         | 2                           | 68                   |
| Kelly Brown                               | Borders, Glasgow Warriors, Saracens                                                                | 52                         | 15                          | 67                   |
| George Chuter                             | Saracens, Leicester Tigers                                                                         | 67                         | 0                           | 67                   |
| John Kelly                                | Munster                                                                                            | 67                         | 0                           | 67                   |
| Chris Paterson                            | Edinburgh, Gloucester, Edinburgh (2nd stint)                                                       | 67                         | 0                           | 67                   |
| Adam Jones                                | Neath, Ospreys                                                                                     | 66                         | 0                           | 66                   |
| David Skrela                              | Colomiers, Stade Français, Toulouse, Clermont Auvergne                                             | 66                         | 0                           | 66                   |
| Chris Wyatt                               | Llanelli, Scarlets, Bourgoin                                                                       | 66                         | 0                           | 66                   |
| Rory Best                                 | Ulster                                                                                             | 48                         | 17                          | 65                   |
| Ben Kay                                   | Leicester Tigers                                                                                   | 65                         | 0                           | 65                   |
| 22 players with 60 - 64 European Cup caps | |                            |                             |                      |
| 38 players with 55 - 59 European Cup caps | |                            |                             |                      |
| 46 players with 50 - 54 European Cup caps | |                            |                             |                      |
| Actualizado el 19 de mayo de 2017         | |                            |                             |                      |

### Tabla de jugadores con 500 o más puntos de la Copa de Europa
| Jugador                           | Club(s)                                                     | Puntos (Heineken Cup) | Puntos (Copa de Campeones) | Total de Puntos |
| --------------------------------- | ----------------------------------------------------------- | --------------------- | -------------------------- | --------------- |
| Ronan O'Gara                      | Munster                                                     | 1,365                 | 0                          | 1,365           |
| Stephen Jones                     | Llanelli, Scarlets, Clermont Auvergne, Scarlets (2nd stint) | 869                   | 0                          | 869             |
| Dimitri Yachvili                  | Biarritz                                                    | 661                   | 0                          | 661             |
| Diego Domínguez                   | Milan, Stade Français                                       | 645                   | 0                          | 645             |
| Owen Farrell                      | Saracens                                                    | 295                   | 301                        | 596             |
| David Humphreys                   | Ulster                                                      | 564                   | 0                          | 564             |
| Johnny Sexton                     | Leinster, Racing 92, Leinster (2nd stint)                   | 434                   | 101                        | 535             |
| Neil Jenkins                      | Pontypridd, Cardiff, Celtic Warriors                        | 502                   | 0                          | 502             |
| David Skrela                      | Colomiers, Stade Français, Toulouse, Clermont Auvergne      | 500                   | 0                          | 500             |
| Actualizado el 19 de mayo de 2017 |                                                             |                       |                            |                 |

### Tabla de jugadores con 25 o más intentos de Copa de Europa
| Jugador                           | Club(s)                                                                              | Tries (Heineken Cup) | Tries (Copa de Campeones) | Total de Tries |
| --------------------------------- | ------------------------------------------------------------------------------------ | -------------------- | ------------------------- | -------------- |
| Chris Ashton                      | Northampton Saints, Saracens                                                         | 23                   | 17                        | 39             |
| Vincent Clerc                     | Toulouse                                                                             | 35                   | 1                         | 36             |
| Simon Zebo                        | Munster Rugby, Racing 92                                                             | 14                   | 20                        | 34             |
| Brian O'Driscoll                  | Leinster Rugby                                                                       | 33                   | 0                         | 33             |
| Dafydd James                      | Pontypridd, Llanelli, Bridgend, Celtic Warriors, Harlequins, Scarlets, Cardiff Blues | 29                   | 0                         | 29             |
| Tommy Bowe                        | Ulster, Ospreys, Ulster (2nd stint)                                                  | 24                   | 4                         | 28             |
| Shane Horgan                      | Leinster                                                                             | 27                   | 0                         | 27             |
| Gordon D'Arcy                     | Leinster                                                                             | 26                   | 0                         | 26             |
| Andrew Trimble                    | Ulster                                                                               | 22                   | 4                         | 26             |
| Geordan Murphy                    | Leicester Tigers                                                                     | 25                   | 0                         | 25             |
| Naipolioni Nalaga                 | Clermont Auvergne                                                                    | 23                   | 2                         | 25             |
| Actualizado el 19 de mayo de 2017 |                                                                                      |                      |                           |                |